# Eustáchio Portella Nunes Filho
Eustáchio Portella Nunes Filho (Valença do Piauí, 10 de junho de 1929 – Rio de Janeiro, 6 de outubro de 2020) foi um médico brasileiro.
Graduado em medicina pela Universidade Federal do Rio de Janeiro (UFRJ) em 1953. Foi eleito membro da Academia Nacional de Medicina em 1985, sucedendo Inaldo de Lyra Neves-Manta na Cadeira 03, que tem Agostinho José de Sousa Lima como patrono.